# Kazakhstan aux Jeux mondiaux de 2017
Cet article contient des informations sur la participation et les résultats du Kazakhstan aux Jeux mondiaux de 2017 à Wrocław en Pologne.

## Médailles

### Or
| Sport             | Discipline    | Sportifs         |
| Médaille d'or : 1 |               |                  |
| Muay-thaï         | Hommes -54 kg | Elaman Savasatov |

### Argent
| Sport                 | Discipline | Sportifs |
| Médaille d'argent : 0 |            |          |

### Bronze
| Sport                  | Discipline                  | Sportifs            |
| Médaille de bronze : 2 |                             |                     |
| Muay-thaï              | Hommes -57 kg               | Almaz Sarsembekov   |
| Force athlétique       | Hommes - Poids super-lourds | Nurlan Yeshmakhanov |